# Войсковицы (станция)
Во́йсковицы — станция Октябрьской железной дороги в Гатчинском районе Ленинградской области на линии Мга — Ивангород. Расположена в посёлке Войсковицы.
До 1891 года называлась — полустанок Горвицы.
Станция была освобождена от немецких оккупантов 26 января 1944 года.
Историческое здание вокзала было снесено в 2016 году.
На станции останавливаются все проходящие через неё пригородные поезда:
- 6661 Санкт-Петербург, Балтийский вокзал — Ивангород
- 6662 Ивангород — Санкт-Петербург, Балтийский вокзал
- 6673 Санкт-Петербург, Балтийский вокзал — Сланцы
- 6674 Сланцы — Санкт-Петербург, Балтийский вокзал